# 클로드 프롤로

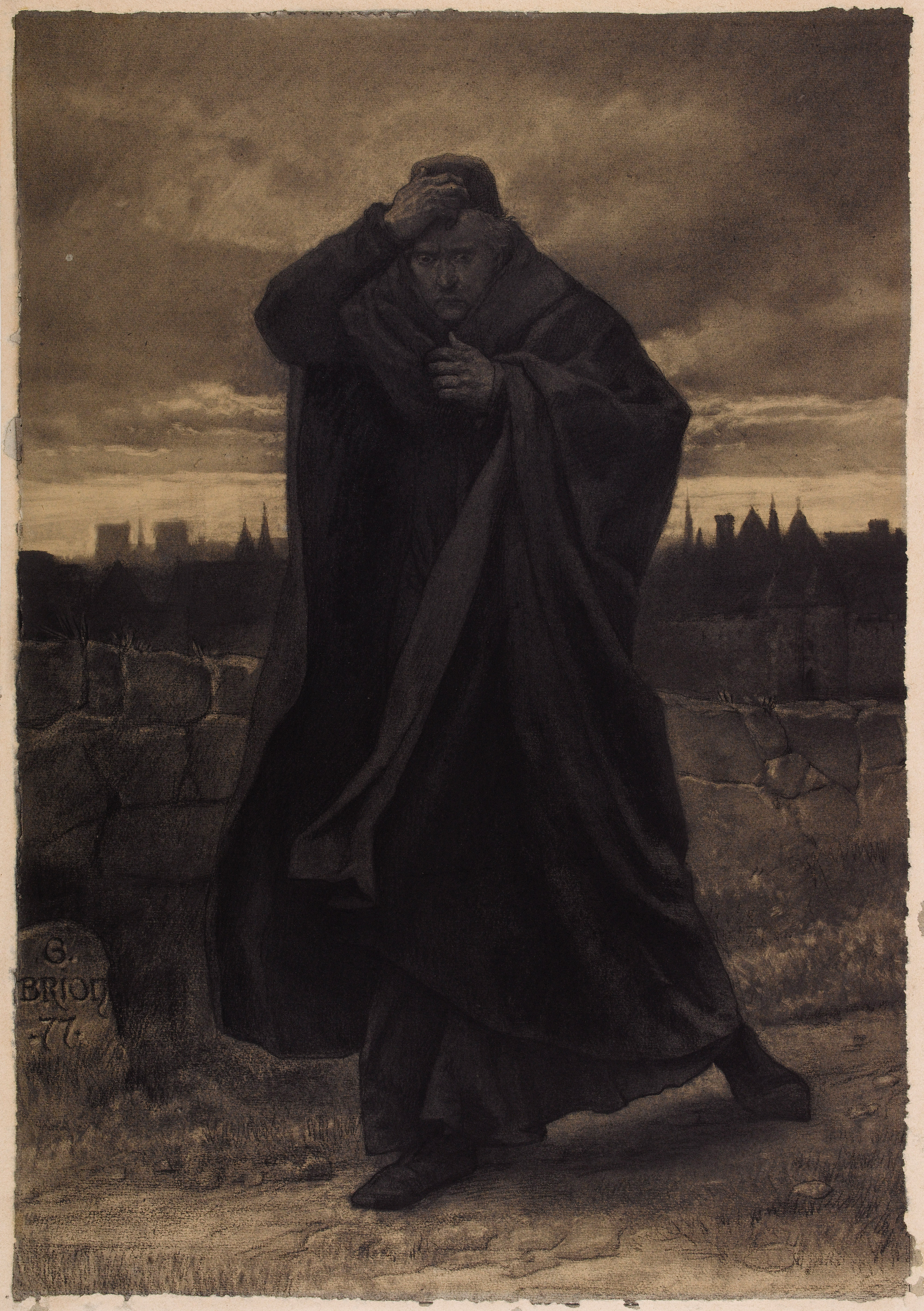

클로드 프롤로(프랑스어: Claude Frollo)는 빅토르 위고의 파리의 노트르담(혹은 노트르담의 꼽추)에 등장하는 가상의 인물로, 작중 주요 악역이다. 노트르담 성당의 부주교이다.

## 작중 인물상
유년기에 부모가 흑사병으로 돌아가셔서 아직 갓난아기였던 남동생 쟝와 함께 고아가 되었다. 이후 생계를 위해 일찍이 수도원에 들어갔다. 늘 학문을 탐구해서 학식이 높았지만 무뚝뚝하고 음침한 사람이었다. 뛰어난 식견으로 마침내 부주교 자리에 올랐고, 작중 내내 부주교로 등장한다. 작은 영지를 소유하고 있는데, 여기서 얻는 수입 대부분이 남동생의 술값으로 탕진된다.
다소 결여된 인물이긴 하지만 내면적으로는 온정적인 면도 있다. 어린 남동생이 떠올라서 동정심에 버림받은 기형아 콰지모도를 거둔다. 콰지모도를 아들처럼 돌보고, 콰지모도가 종지기 역할을 하면서 귀머거리가 되자 수화까지 가르친다. 학자로 유명해서 몇 개국어, 법학, 의학, 과학, 신학 등 여러 분야에 통달해 있다. 하지만 연금술에까지 손을 뻗치면서 마을 사람들 사이에 마술사라는 추문이 퍼진다. 운명을 강하게 믿는다. 오직 프롤로만 출입할 수 있는 독방에서 방문자가 거미줄에 걸린 파리를 구해주려고 하자, “운명이 실현되도록 내버려 두어라”면서 말린다. 실제 나이보다 더 들어보이는 외모와(36세에 거의 대머리였다) 극심하고 비이성적인 여성 공포증이 그를 사회에서 철저히 고립시켰다.
이러한 성향에 직업 상 독신인데도 이성에 대한 호기심과 열정이 있다. 집시 여인 에스메랄다를 본 후 내면에서 열정이 폭발했고, 결국 부정을 저지른다. 프롤로는 악마가 믿음을 시험하기 위해 에스메랄다를 보냈다고 생각하고, 그녀를 저주하지만 이내 불가항력임을 깨닫고 악마의 유혹을 받아들이기로 결심한다. 그러나 에스메랄다는 프롤로의 끈질기고 뒤틀린 열정에 두려워한다. 프롤로는 콰지모도에게 에스메랄다를 납치하라고 명하고, 콰지모도가 근위대장 페뷔스에게 체포되자 혼자 도망친다. 이후 콰지모도가 죄인 공시대에 묶여 고문 당하는 것을 보고도 못 본척 한다.
에스메랄다가 페뷔스와 사랑에 빠졌다는 사실을 알아내자, 프롤로는 둘의 만남이 예정된 장소까지 미행한다. 둘을 목격한 프롤로는 질투와 분노에 사로잡혀 페뷔스를 칼로 찌르고, 기절한 에스메랄다에게 입맞춘다. 이 일로 에스메랄다가 살해 및 마녀 누명을 쓰고 재판 받자, 그녀를 위해 탄원해줄 생각은 없었으나 그녀가 고문 받는 장면을 보고 칼로 자해했으며 그 상처를 그녀에게 사랑의 증표라면서 보여준다. 그러나 표현 방식이 어찌되었든 진심을 깨달은 후에도 에스메랄다의 마음은 변하지 않는다. 에스메랄다의 처형식 전까지 마음을 돌리는 데 완전히 실패한 프롤로는 과열된 광기를 품에 안고, 콰지모도가 에스메랄다를 교수대에서 구해낸 줄도 모르고 파리를 떠난다. 돌아와서 에스메랄다가 여전히 살아있음을 알자, 페뷔스에게 그러했듯 콰지모도에게 질투를 품는다. 후에 에스메랄다가 피신하고 있는 성당의 피난처에서 그녀를 겁간하려고 하다가 콰지모도에게 얻어맞아 거의 죽을 뻔한다. 한계에 다다른 프롤로는 에스메랄다를 군중에게 넘기고 마음 속에서 지워버리기로 결심한다.
프랑스 왕가에서 에스메랄다를 성당에서 끌어내 삼일 이내에 목 매달 것을 명령하자, 소식에 성난 부랑자 무리가 노트르담 성당을 점령하기 위해 무장한 채 들이닥친다. 콰지모도가 이들과 대치하느라 바쁜 와중에 에스메랄다의 형식 상 남편인 그랭구아르와 후드에 가려 정체 모를 사람이 성당 안으로 숨어들어와 에스메랄다에게 빠져나가자고 권유한다. 그들은 세느 강에서 배를 타고 벗어나, 강 기슭에 다다르자 그랭구아르는 에스메랄다의 염소를 데려오려 가고 에스메랄다는 정체 모를 사람과 둘이 남게 된다. 후드에 가려진 사람은 에스메랄다를 가까운 교수대로 끌고가 후드를 벗어 스스로 정체를 드러낸다(프롤로).
프롤로는 에스메랄다에게 그의 사랑을 받아들이거나, 대중에게 끌려가거나 둘 중 하나를 선택하라고 최후통첩을 던진다. 에스메랄다는 그를 거부하고, 프롤로는 에스메랄다를 집시 여성을 극도로 혐오하는 자루 수녀에게 넘기면서 왕실의 군인들이 오기 전까지 그녀를 붙잡아 놓으라고 말하고는 노트르담 성당으로 돌아간다. 그 후 프롤로는 콰지모도가 몰래 뒤를 밟은 줄도 모르고 성당의 탑에 올라가 처형식을 기다린다. 프롤로는 에스메랄다가 교수대에 끌려오는 광경을 평화롭게 바라보고, 에스메랄다가 목 매달리자 악마처럼 크게 웃는다.
콰지모도는 프롤로가 에스메랄다에게 무슨 짓을 했는지 깨닫고는 격분하여 그를 난간 너머로 밀어뜨린다. 프롤로는 가고일 장식에 간신히 매달려서 콰지모도에게 도움을 청하지만, 콰지모도는 못 들은 척한다. 결국 프롤로는 성당 밖으로 떨어지고, 지붕을 따라 충돌하다 떨어져서, 광장의 보도에 부딪혀 죽음을 맞이한다.

## 같이 보기
- 에스메랄다 (가상의 인물)
- 콰지모도